# Сакач, Марцел (1947)
Марцел Сакач (словац. Marcel Sakáč; род. 23 сентября 1947 года, Левоча, Чехословакия) — бывший чехословацкий хоккеист, вратарь. Трёхкратный чемпион Чехословакии, 2-кратный серебряный призёр чемпионатов мира, чемпион Европы 1971 года.

## Биография
Марцел Сакач известен по выступлениям за команды «Попрад», «Слован» Братислава и «Дукла» Йиглава. Также играл в Австрии за «Винер», «Филлах». В 1969, 1970 и 1979 годах становился чемпионом Чехословакии. За 15 сезонов в чехословацкой лиге провёл 447 матчей. В составе сборной Чехословакии участвовал на 2-х чемпионатах мира: 1971 и 1979. Чехословацкая сборная на этих турнирах заняла 2 место. В 1971 году стал чемпионом Европы.
Был известен как один из последних вратарей, игравших без маски. Отличался самоотверженной игрой: за всё время выступлений из-за повреждений получил около 150 швов, 8 раз получал перелом носа, после одного из бросков шайба выбила ему 14 зубов. После окончания игровой карьеры являлся хоккейным экспертом и тренером, работал в Австрии, Германии, Италии и родной Словакии.

## Достижения
- Чемпион Чехословакии 1969, 1970, 1979
- Чемпион Европы 1971
- Серебряный призёр чемпионатов мира 1971, 1979 и чемпионата Европы 1979

## Семья
Сын Марцел (29.05.1972 г.р.) также играл в хоккей, был вратарём. Жена Зузана. Два внука: Томаш и Давид.